# Elisabeth Görgl
Elisabeth Görgl (ur. 20 lutego 1981 w Bruck an der Mur) – austriacka narciarka alpejska, dwukrotna medalistka olimpijska i trzykrotna medalistka mistrzostw świata.

## Kariera

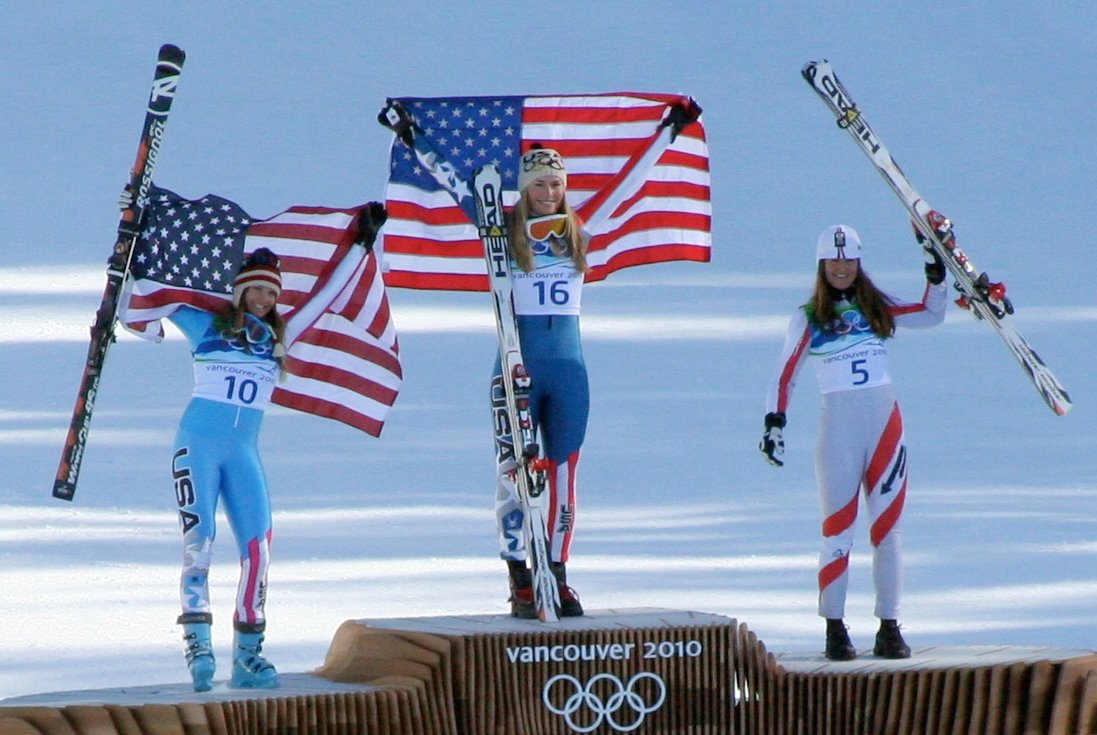
Elisabeth Görgl (pierwsza z prawej), podczas ceremonii wręczenia medali na XXI Zimowych Igrzyskach Olimpijskich w Vancouver (2010)

Pierwszy raz na arenie międzynarodowej Elisabeth Görgl pojawiła się 29 listopada 1996 roku w Hochgurgl, gdzie w zawodach FIS Race w slalomie gigancie zajęła 24. miejsce. W 1999 roku wystartowała na mistrzostwach świata juniorów w Pra Loup, zdobywając brązowy medal w slalomie. Uległa tam jedynie Anji Pärson ze Szwecji oraz Niemce Stefanie Wolf. Na rozgrywanych rok później mistrzostwach świata juniorów w Québecu jej najlepszym wynikiem było ósme miejsce wywalczone zjeździe.
W zawodach Pucharu Świata zadebiutowała 10 marca 2000 roku w Sestriere, gdzie nie ukończyła slalomu. Pierwsze punkty wywalczyła 12 grudnia 2002 roku w Val d’Isère, zajmując trzynaste miejsce w gigancie. Niecały miesiąc później, 5 stycznia 2003 roku w Bormio, po raz pierwszy stanęła na podium zawodów tego cyklu, zajmując drugie miejsce w slalomie. W zawodach tych rozdzieliła na podium Chorwatkę Janicę Kostelić i Anję Pärson. W kolejnych latach jeszcze wielokrotnie plasowała się w najlepszej trójce, odnosząc przy tym siedem zwycięstw: 12 stycznia w Mariborze i 15 marca 2008 roku w Bormio była najlepsza w gigancie, 6 grudnia 2009 roku w Lake Louise zwyciężyła w supergigancie, 7 stycznia 2012 roku w Bad Kleinkirchheim i 11 stycznia 2014 roku w Altenmarkt triumfowała w zjeździe, a 23 stycznia 2014 roku w Cortina d'Ampezzo i 21 grudnia 2014 roku w Val d’Isère ponownie była najlepsza w supergigancie. Najlepsze wyniki osiągała w sezonach 2007/2008 i 2010/2011, kiedy zajmowała czwarte miejsce w klasyfikacji generalnej. Ponadto w sezonie 2007/2008 była druga w klasyfikacji giganta, w sezonach 2007/2008 i 2009/2010 zajmowała drugie miejsce w klasyfikacji supergiganta, a w sezonie 2011/2012 była trzecia w klasyfikacji zjazdu.
Na początku 2003 roku została powołana do reprezentacji na mistrzostwa świata w Sankt Moritz, ale nie ukończyła pierwszego przejazdu slalomu i nie została sklasyfikowana. W 2009 roku wywalczyła brązowy medal w superkombinacji podczas mistrzostw świata w Val d’Isère, plasując się za swą rodaczką Kathrin Zettel oraz Larą Gut ze Szwajcarii. Na tej samej imprezie była też między innymi czwarta w zjeździe, przegrywając walkę o podium o 0,36 sekundy z Włoszką Nadią Fanchini. Największe sukcesy osiągnęła podczas rozgrywanych dwa lata później mistrzostw świata w Garmisch-Partenkirchen, gdzie zwyciężyła w supergigancie i zjeździe. Görgl prowadziła także po zjeździe do superkombinacji, jednak w slalomie uzyskała dopiero piętnasty wynik i całe zawody ukończyła na piątej pozycji. W 2006 roku wystartowała w zjeździe na igrzyskach olimpijskich w Turynie, jednak nie ukończyła rywalizacji. Podczas rozgrywanych cztery lata później igrzysk w Vancouver wystartowała we wszystkich konkurencjach, zdobywając dwa medale. Najpierw zajęła trzecie miejsce w zjeździe, w którym szybsze były tylko dwie reprezentantki USA: Lindsey Vonn oraz Julia Mancuso. Parę dni później wystartowała w gigancie, w którym po pierwszym przejeździe znajdowała się na prowadzeniu, z przewagą 0,02 sekundy nad Francuzką Taïną Barioz. W drugim przejeździe Austriaczka osiągnęła piętnasty wynik, co dało jej jednak trzeci łączny czas. Ostatecznie zajęła trzecie miejsce, o 0,14 sekundy za Niemką Viktorią Rebensburg i 0,10 sekundy za Tiną Maze ze Słowenii. Brała także udział w igrzyskach olimpijskich w Soczi w 2014 roku, jednak w żadnym ze startów nie znalazła się w czołowej dziesiątce. Najlepszy wynik osiągnęła w gigancie, który ukończyła na jedenastej pozycji.
Wielokrotnie wygrywała zawody we wszystkich konkurencjach Pucharu Europy, zwyciężając także w klasyfikacji generalnej w sezonie 2002/2003. Wielokrotnie zdobywała medale mistrzostw Austrii, w tym pięć złotych: w slalomie w latach 2004 i 2005, kombinacji w 2005 roku oraz supergigancie w latach 2006 i 2010. W 2009 roku otrzymała Odznakę Honorową za Zasługi dla Republiki Austrii.
Jej matka, Traudl Hecher oraz starszy brat, Stephan również uprawiali narciarstwo alpejskie.

## Osiągnięcia

### Igrzyska olimpijskie
| Miejsce | Dzień     | Rok  | Miejscowość | Konkurencja     | Czas biegu | Strata | Zwycięzca                 |
| ------- | --------- | ---- | ----------- | --------------- | ---------- | ------ | ------------------------- |
| DNF     | 15 lutego | 2006 | Turyn       | Zjazd           | 1:56,49    | –      | Michaela Dorfmeister      |
| 3.      | 17 lutego | 2010 | Vancouver   | Zjazd           | 1:44,19    | +1,46  | Lindsey Vonn              |
| 18.     | 18 lutego | 2010 | Vancouver   | Superkombinacja | 2:09,14    | +4,44  | Maria Höfl-Riesch         |
| 5.      | 20 lutego | 2010 | Vancouver   | Supergigant     | 1:20,14    | +1,00  | Andrea Fischbacher        |
| 3.      | 25 lutego | 2010 | Vancouver   | Gigant          | 2:27,11    | +0,14  | Viktoria Rebensburg       |
| 7.      | 26 lutego | 2010 | Vancouver   | Slalom          | 1:42,89    | +2,08  | Maria Höfl-Riesch         |
| DNF2    | 10 lutego | 2014 | Soczi       | Superkombinacja | 2:34,62    | –      | Maria Höfl-Riesch         |
| 16.     | 12 lutego | 2014 | Soczi       | Zjazd           | 1:41,57    | +1,25  | Dominique Gisin Tina Maze |
| DNF     | 15 lutego | 2014 | Soczi       | Supergigant     | 1:25,52    | -      | Anna Fenninger            |
| 11.     | 18 lutego | 2014 | Soczi       | Gigant          | 2:36,87    | +2,77  | Tina Maze                 |

### Mistrzostwa świata
| Miejsce | Dzień     | Rok  | Miejscowość       | Konkurencja     | Czas biegu | Strata | Zwycięzca         |
| ------- | --------- | ---- | ----------------- | --------------- | ---------- | ------ | ----------------- |
| DNF1    | 15 lutego | 2003 | Sankt Moritz      | Slalom          | 1:39,55    | -      | Janica Kostelić   |
| 8.      | 4 lutego  | 2005 | Bormio            | Kombinacja      | 2:53,70    | +3,83  | Janica Kostelić   |
| 8.      | 8 lutego  | 2005 | Bormio            | Gigant          | 2:13,63    | +1,39  | Anja Pärson       |
| DSQ     | 11 lutego | 2005 | Bormio            | Slalom          | 1:47,98    | -      | Janica Kostelić   |
| 18.     | 11 lutego | 2007 | Åre               | Zjazd           | 1:26,89    | +1,85  | Anja Pärson       |
| 6.      | 6 lutego  | 2007 | Åre               | Supergigant     | 1:18,85    | +1,54  | Lindsey Vonn      |
| 3.      | 9 lutego  | 2007 | Åre               | Superkombinacja | 1:57,69    | +0,88  | Kathrin Zettel    |
| 4.      | 9 lutego  | 2009 | Val d’Isère       | Zjazd           | 1:30,31    | +0,93  | Lindsey Vonn      |
| 10.     | 12 lutego | 2009 | Val d’Isère       | Gigant          | 2:03,49    | +1,48  | Kathrin Hölzl     |
| 31.     | 14 lutego | 2009 | Val d’Isère       | Slalom          | 1:51,80    | -      | Maria Höfl-Riesch |
| 1.      | 8 lutego  | 2011 | Ga-Pa             | Supergigant     | 1:23,82    | -      | -                 |
| 5.      | 11 lutego | 2011 | Ga-Pa             | Superkombinacja | 2:43,23    | +0,89  | Anna Fenninger    |
| 1.      | 13 lutego | 2011 | Ga-Pa             | Zjazd           | 1:47,24    | -      | -                 |
| 10.     | 17 lutego | 2011 | Ga-Pa             | Gigant          | 2:20,54    | +1,25  | Tina Maze         |
| 11.     | 5 lutego  | 2013 | Schladming        | Supergigant     | 1:35,39    | +1,25  | Tina Maze         |
| 6.      | 8 lutego  | 2013 | Schladming        | Superkombinacja | 2:39,92    | +2,32  | Maria Höfl-Riesch |
| 10.     | 10 lutego | 2013 | Schladming        | Zjazd           | 1:50,00    | +1,48  | Marion Rolland    |
| 23.     | 14 lutego | 2013 | Schladming        | Gigant          | 2:08,06    | +5,19  | Tessa Worley      |
| DNF     | 3 lutego  | 2015 | Vail/Beaver Creek | Supergigant     | 1:10,29    | -      | Anna Fenninger    |
| 6.      | 6 lutego  | 2015 | Vail/Beaver Creek | Zjazd           | 1:45,89    | +1,06  | Tina Maze         |

### Mistrzostwa świata juniorów
| Miejsce | Dzień     | Rok  | Miejscowość | Konkurencja | Czas biegu | Strata | Zwyciężczyni         |
| ------- | --------- | ---- | ----------- | ----------- | ---------- | ------ | -------------------- |
| 3.      | 9 marca   | 1999 | Pra Loup    | Slalom      | 1:46,62    | +2,23  | Anja Pärson          |
| 8.      | 10 marca  | 1999 | Pra Loup    | Gigant      | 1:53,82    | +2,45  | Denise Karbon        |
| DNF1    | 13 marca  | 1999 | Pra Loup    | Zjazd       | 1:11,09    | -      | Kerstin Reisenhofer  |
| 8.      | 21 lutego | 2000 | Québec      | Zjazd       | 1:13,47    | +0,65  | Fränzi Aufdenblatten |
| DNF1    | 25 lutego | 2000 | Québec      | Gigant      | 1:55,08    | -      | Anja Pärson          |
| DSQ1    | 26 lutego | 2000 | Québec      | Slalom      | 1:50,79    | -      | Anja Pärson          |

### Puchar Świata

#### Miejsca w klasyfikacji generalnej
- sezon 2002/2003: 41.
- sezon 2003/2004: 10.
- sezon 2004/2005: 12.
- sezon 2005/2006: 10.
- sezon 2006/2007: 11.
- sezon 2007/2008: 4.
- sezon 2008/2009: 8.
- sezon 2009/2010: 6.
- sezon 2010/2011: 4.
- sezon 2011/2012: 6.
- sezon 2012/2013: 19.
- sezon 2013/2014: 8.
- sezon 2014/2015: 8.

#### Zwycięstwa w zawodach
1. Maribor – 12 stycznia 2008 (gigant)
2. Bormio – 15 marca 2008 (gigant)
3. Lake Louise – 6 grudnia 2009 (supergigant)
4. Bad Kleinkirchheim – 7 stycznia 2012 (zjazd)
5. Altenmarkt – 11 stycznia 2014 (zjazd)
6. Cortina d’Ampezzo – 23 stycznia 2014 (supergigant)
7. Val d’Isère – 21 grudnia 2014 (supergigant)

#### Pozostałe miejsca na podium w zawodach
1. Bormio – 5 stycznia 2003 (slalom) – 2. miejsce
2. Alta Badia – 13 grudnia 2003 (gigant) – 3. miejsce
3. Åre – 22 lutego 2004 (gigant) – 3. miejsce
4. Levi – 28 lutego 2004 (slalom) – 2. miejsce
5. Levi – 29 lutego 2004 (slalom) – 2. miejsce
6. Semmering – 28 grudnia 2004 (gigant) – 3. miejsce
7. Cortina d’Ampezzo – 28 stycznia 2006 (zjazd) – 3. miejsce
8. Cortina d’Ampezzo – 29 stycznia 2006 (gigant) – 3. miejsce
9. Åre – 15 marca 2006 (zjazd) – 3. miejsce
10. San Sicario – 27 stycznia 2007 (zjazd) – 2. miejsce
11. Panorama – 24 listopada 2007 (gigant) – 2. miejsce
12. Szpindlerowy Młyn – 5 stycznia 2008 (gigant) – 3. miejsce
13. Cortina d’Ampezzo – 21 stycznia 2008 (supergigant) – 2. miejsce
14. Ofterschwang – 26 stycznia 2008 (gigant) – 2. miejsce
15. Sankt Moritz – 3 lutego 2008 (supergigant) – 2. miejsce
16. Aspen – 29 listopada 2008 (gigant) – 3. miejsce
17. Cortina d’Ampezzo – 25 stycznia 2009 (gigant) – 3. miejsce
18. Ofterschwang – 6 marca 2009 (gigant) – 2. miejsce
19. Val d’Isère – 18 grudnia 2009 (superkombinacja) – 3. miejsce
20. Garmisch-Partenkirchen – 12 marca 2010 (supergigant) – 2. miejsce
21. Lake Louise – 3 grudnia 2010 (zjazd) – 3. miejsce
22. Val d’Isère – 19 grudnia 2010 (superkombinacja) – 2. miejsce
23. Monachium – 2 stycznia 2011 (slalom równoległy) – 3. miejsce
24. Åre – 25 lutego 2011 (superkombinacja) – 3. miejsce
25. Tarvisio – 5 marca 2011 (zjazd) – 3. miejsce
26. Lenzerheide – 16 marca 2011 (zjazd) – 3. miejsce
27. Sölden – 22 października 2011 (gigant) – 3. miejsce
28. Aspen – 26 listopada 2011 (gigant) – 2. miejsce
29. Lake Louise – 3 grudnia 2011 (zjazd) – 3. miejsce
30. Soczi – 18 lutego 2012 (zjazd) – 2. miejsce
31. Ofterschwang – 2 marca 2012 (gigant) – 3. miejsce
32. Lenzerheide – 12 marca 2014 (zjazd) – 2. miejsce
33. Val d’Isère – 20 grudnia 2014 (zjazd) – 2. miejsce
34. Cortina d’Ampezzo – 18 stycznia 2015 (zjazd) – 2. miejsce

- W sumie (7 zwycięstw, 16 drugich i 18 trzecich miejsc).